# Petrunjela Njirić
Petrunjela Njirić (* 6. November 1985) ist eine kroatische Fußballspielerin.
Njirić wurde bisher einmal für ein Länderspiel berufen. Sie debütierte am 7. Mai 2005 gegen Mazedonien.